# 恰特喀勒乡
恰特喀勒乡，是中华人民共和国新疆维吾尔自治区吐鲁番市高昌区下辖的一个乡镇级行政单位。

## 行政区划
恰特喀勒乡下辖以下地区：
恰特喀勒村、拜什巴拉坎儿孜村、吐鲁番克儿村、公相村、其盖布拉克村、奥依曼坎儿孜村和喀拉霍加坎儿孜村。